# Dictionnaire de la bêtise

Le Dictionnaire de la bêtise et des erreurs de jugement, publié en 1965 par Guy Bechtel et Jean-Claude Carrière, aux éditions Robert Laffont, contient des « galimatias, bévues et cacographies, des pensées déréglées et absurdes, des hypothèses plus ou moins hasardeuses touchant l'histoire universelle ou la biographie des personnes, à quoi l'on a ajouté un certain nombre de sottises, des folies ou imaginations de toutes sortes et plusieurs balivernes ».
Le but de cet ouvrage, explicité en préface, est de réhabiliter les bêtises proférées au cours de l'histoire en leur donnant la place qu'elles devraient occuper, car elles ont véritablement une place décisive dans la formation du savoir humain universel. Cette démarche s'inscrit dans une logique de contre-culture. 
L'ouvrage contient 2 500 extraits de textes pour la première édition de 1965, et dans l'édition revue et augmentée de 1983, il contient 3 500 extraits, jusqu'aux années 1980.
Pierre Desproges y fait fréquemment référence au long de son œuvre.

## Exemples de «bêtises»
- Bidegain (Jean) : Inoubliable : « Le nom de M. Jean Bidegain appartient, désormais, à l'histoire » (L'illustration, 7 janvier 1905).
- Billes : Avant toute chose : « Pour que les billes aient une rotation normale, il est nécessaire qu'elles soient rondes » (Jules Arnous de Rivière, Traité populaire du jeu de billard, 1891)
- Marat (Jean-Paul) : Au nombre des meilleurs (mathématiciens) sont Laplace, Monge et Cousin : espèces d'automates, habitués à suivre certaines formules, et à les appliquer à l'aveugle, comme un cheval de moulin à faire certains nombres de tours avant de s'arrêter.

## Éditions enrichies
- En 1983, l'ouvrage est réédité aux mêmes éditions, dans une édition revue et augmentée de 1 000 extraits (soit 3 500), jusqu'aux années 1980[2].
- En 1991, l'ouvrage est réédité dans un recueil contenant Le Livre des bizarres — écrit par les deux mêmes auteurs, et publié initialement en 1981 — sous les deux titres Dictionnaire de la bêtise et des erreurs de jugement. Le livre des bizarres ; réédité en 2014.
- En 2014, une autre édition est publiée[4],[5].